# Raouf Cheikhrouhou
Raouf Cheikhrouhou (arabe : رؤوف شيخ روحه), né le 3 août 1953 à Tunis, est un journaliste tunisien. Il exerce les fonctions de directeur général et directeur des publications du groupe de presse familial Dar Assabah.

## Jeunesse
Il est issu d’une famille bourgeoise d'origine sfaxienne et d'une fratrie de sept enfants. Il est le fils de Habib Cheikhrouhou qui contribue en 1951 à la libération de la Tunisie auprès de Habib Bourguiba en donnant naissance au quotidien indépendant Assabah. Il poursuit ses études supérieures à l'université Paris-Dauphine où il obtient une maîtrise en gestion.

## Carrière
- 1979 : il commence sa carrière de journaliste à Dar Assabah aux côtés de son père Habib.
- 1989 : il est élu directeur général du groupe Dar Assabah.
- 1993 : il cède le poste à son frère aîné Moncef Cheikhrouhou.
- 2000 : il est à nouveau désigné à ce poste par le conseil d'administration du groupe.